# Tim Wiese
Tim Wiese (Bergisch Gladbach, 17 december 1981) is een professioneel worstelaar en een voormalig Duitse doelman. Hij tekende in 2012 transfervrij een contract bij TSG 1899 Hoffenheim, nadat hij besloten had zijn contract bij Werder Bremen niet te verlengen. In november 2008 speelde hij zijn eerste interland voor het Duits voetbalelftal.
Tegenwoordig is Tim Wiese een professioneel worstelaar, in 2016 maakte hij zijn debuut bij WWE Als Tim "The Machinegun" Wiese.

## Clubcarrière
Wiese begon zijn professionele carrière bij Bayer 04 Leverkusen waar hij in de jeugdopleiding terechtkwam. Hierna verhuisde hij naar SC Fortuna Köln waar hij in 2000 zijn debuut maakte in het eerste team wat uitkwam in de Duitse derde divisie. In het seizoen 2001-2002 verhuisde hij naar de club Kaiserslautern en kwam met hen voor het eerst uit in de Bundesliga als vervangende derde keeper. Regulier speelde hij mee met het reserveteam van deze vereniging in de derde divisie. Nadat de eerste keeper Roman Weidenfeller verhuisde naar Borussia Dortmund werd hij afwisselend met de andere keeper Georg Koch ingezet in de hoofdmacht.
In het begin van het seizoen 2002-2003 liet hij vier doelpunten door in twee wedstrijden waardoor Koch eerste doelman werd. Na de winterstop ging hij beter keepen en won de strijd om de eerste plaats van Koch. Ook in het seizoen 2003-2004 was hij eerste keeper, hoewel hij in de tweede wedstrijd van het seizoen een rode kaart kreeg wegens ernstig emotioneel wangedrag. Hij bleef eerste keeper tot november 2004, waarna hij zijn plaats verloor aan de routinier Thomas Ernst. In 2005 verhuisde hij naar Bremen met de bedoeling om de ouder wordende Andreas Reinke te gaan vervangen, maar hij scheurde tweemaal zijn kruisbanden en miste daardoor de eerste helft van het seizoen.
In februari 2006 raakte Reinke ernstig geblesseerd en kwam Wiese weer in het doel; hij bleef eerste doelman voor de rest van het seizoen. Hoewel hij tijdens de wedstrijd tegen Juventus in de UEFA Champions League een cruciale fout maakte door een bal niet klemvast te pakken waardoor Emerson kon scoren, bleef hij vaste keus voor het team. In het seizoen 2006-2007 was hij ook de eerste doelman voor Werder Bremen en miste slechts drie wedstrijden in het seizoen. Ook in het seizoen 2007-2008 kwam hij weer uit voor deze vereniging.

## Hoffenheim
Op 1 juli 2012 werd Wiese transfervrij overgenomen door TSG 1899 Hoffenheim. Hij tekende een contract tot 2016 en werd meteen aanvoerder bij z'n nieuwe club.
Na 10 speeldagen slikte Hoffenheim al 22 tegendoelpunten. Enkel Borussia Mönchengladbach komt in de buurt, met 19 tegendoelpunten. 19 van die 22 tegendoelpunten incasseerde Tim Wiese in de 6 wedstrijden (meer dan 3 tegendoelpunten per wedstrijd) waarin hij speelde. Wieses concurrent Koen Casteels incasseerde drie doelpunten in de vier wedstrijden waarin hij speelde (0,75 per wedstrijd). In januari 2014 werd Wieses contract bij Hoffenheim ontbonden. Hij ging hierna bodybuilden en werd in 2016 professioneel worstelaar.

## Cluboverzicht
| Seizoen  | Club                 | Competitie | Wedstrijden | Doelpunten |
| -------- | -------------------- | ---------- | ----------- | ---------- |
| 2002-'03 | 1. FC Kaiserslautern | Bundesliga | 21          | 0          |
| 2003-'04 | 1. FC Kaiserslautern | Bundesliga | 30          | 0          |
| 2004-'05 | 1. FC Kaiserslautern | Bundesliga | 15          | 0          |
| 2005-'06 | Werder Bremen        | Bundesliga | 15          | 0          |
| 2006-'07 | Werder Bremen        | Bundesliga | 31          | 0          |
| 2007-'08 | Werder Bremen        | Bundesliga | 31          | 0          |
| 2008-'09 | Werder Bremen        | Bundesliga | 29          | 0          |
| 2009-'10 | Werder Bremen        | Bundesliga | 31          | 0          |
| 2010-'11 | Werder Bremen        | Bundesliga | 29          | 0          |
| 2011-'12 | Werder Bremen        | Bundesliga | 29          | 0          |
| 2012-'13 | TSG 1899 Hoffenheim  | Bundesliga | 10          | 0          |
| 2013-'14 | TSG 1899 Hoffenheim  | Bundesliga | 0           | 0          |